# Трифторид-оксид иода
Трифторид-оксид иода — неорганическое соединение,
оксосоль иода и плавиковой кислоты с формулой IOF3,
бесцветные кристаллы,
реагирует с водой.

## Физические свойства
Трифторид-оксид иода образует бесцветные кристаллы.